# Labordia waiolani
Labordia waiolani är en tvåhjärtbladig växtart som beskrevs av Heinrich Wawra. Labordia waiolani ingår i släktet Labordia och familjen Loganiaceae. Inga underarter finns listade i Catalogue of Life.